# Medicon Valley Alliance
Medicon Valley Alliance (MVA) är en icke vinstinriktad medlemsorganisation inom life sciences (biovetenskap, biomedicin, medicinsk vetenskap), som arbetar för att främja nätverk och kompetensutveckling i Öresundsregionen i Danmark och Sverige. Med Medicon Valley åsyftas denna region, i språklig analogi med till exempel Silicon Valley.
MVA har mer än 300 medlemmar (jan 2022), bestående av bland annat regionens universitet, sjukhus och life science-företag  (bioteknik, läkemedel och medicinteknik). 
MVA arbetar på ett regionalt plan för att stärka villkoren för forskning och utveckling i Öresundsregionen. På ett internationellt plan arbetar MVA med marknadsföring av regionen samt för att initiera internationella samarbeten och attrahera arbetskraft. MVA samarbetar med nätverksorganisationer i andra kluster/"bioregioner" över hela världen och har ett starkt internationellt nätverk inom life science. 
Medicon Valley Alliance grundades 1997 under namnet Medicon Valley Academy och bytte 2007 namn till Medicon Valley Alliance.